# حاملة الطائرات كييف
كييف (بالروسية: Киев) هي حاملة طائرات (طراد حامل للطائرات ثقيل حسب التصنيف الروسي) خدمت البحرية السوفيتية والبحرية الروسية من عام 1975 إلى عام 1993. بُنيت بين عامي 1970 و1975 في مصنع تشيرنومورسكي في ميكولايف وكانت أول سفينة من طراز كييف يجري بناؤها. وهي حاليًا جزء من منتزه ترفيهي في الصين.

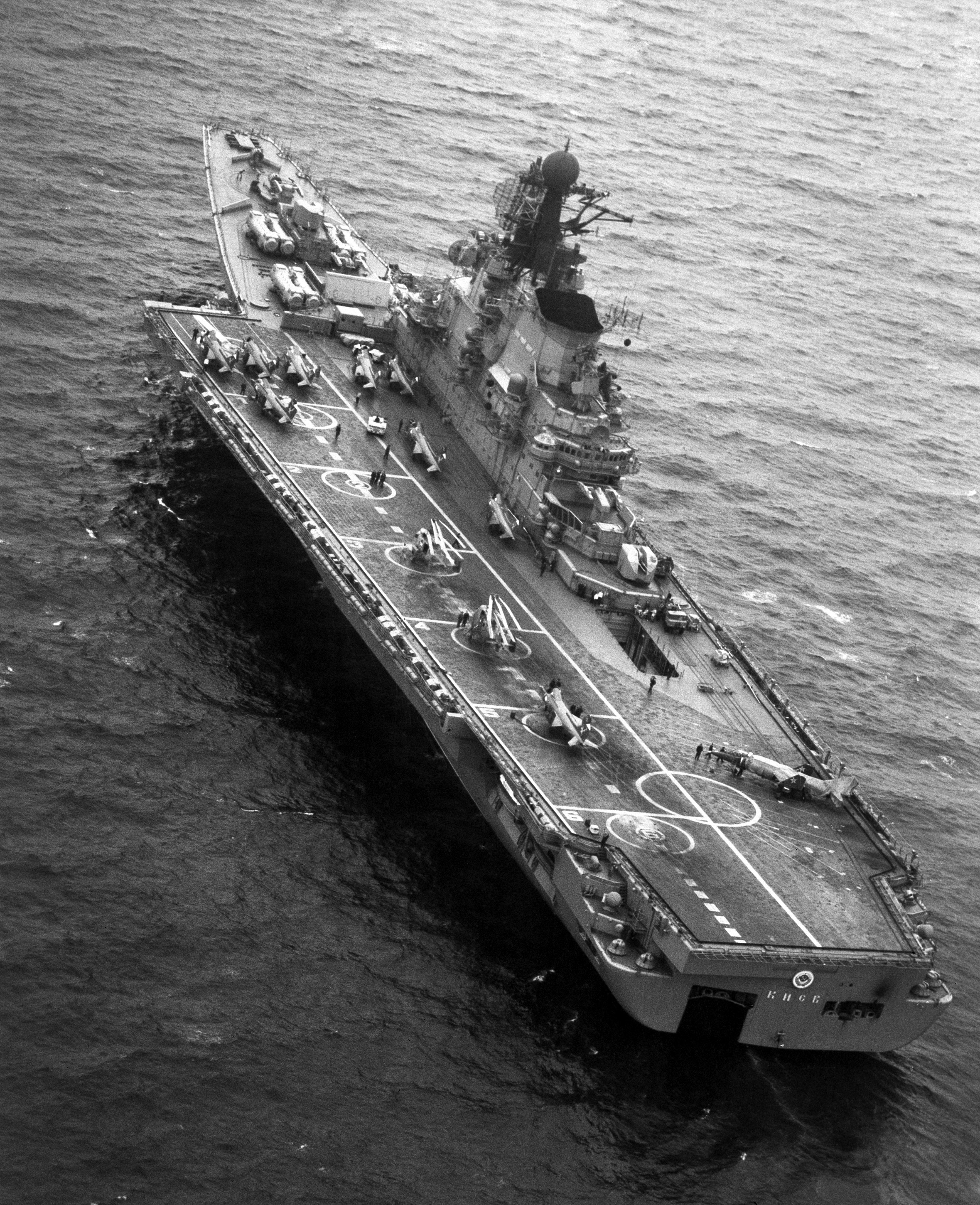
حاملة الطائرات كييف، الاتحاد السوفيتي، 1985

وُضع حجر الأساس للحاملة كييف في 21 يوليو 1970 وأُطلقت في 26 ديسمبر 1972. انتهى بناؤها وبدء تكليفها في 28 ديسمبر 1975، ولكنها دخلت الخدمة رسميًّا في فبراير 1977، بعد الانتهاء من جميع التجارب.

## الخدمة
في 16 يوليو 1976 أبحرت من سيفاستوبول في البحر الأسود ، وفي 20 يوليو بدأت اختبار طائرتها ياكوفليف ياك-36 إم (أربع طائرات ياك-36 إم وطائرة واحدة ياك-36 إم يو على متنها) في ظل ظروف البحر في البحر الأبيض المتوسط قبالة جزيرة كريت. في 10 أغسطس 1976 وصلت إلى سيفيرومورسك، منطقة مورمانسك، وأُلحقت باللواء 170 لمكافحة الغواصات التابع للأسطول الشمالي، وأجرت اختبارات مكثفة حتى ديسمبر. بين 12 و19 أبريل 1977 شاركت في تمرين سيفر-77، وفي 26 يونيو 1977 أعيد تسميتها من طراد مضاد للغواصات إلى طراد حامل طائرات ثقيل. وفي الفترة من 20 ديسمبر 1977 إلى 21 أبريل 1978 شاركت في عمليات في المحيط الأطلسي والبحر الأبيض المتوسط. في 3 نوفمبر 1978 اصطدمت بحاجز رملي، لكنها لم تتعرض لأي ضرر. شاركت في تدريب محلي في 4 أغسطس 1978، وفي 11 أكتوبر في الاختبارات النهائية للصواريخ الرئيسية في البحر الأبيض.
من عام 1977 إلى عام 1987، أجرت كييف عشر رحلات تدريبية إلى المحيط الأطلسي والبحر الأبيض المتوسط . في مارس 1979، نفذت مناورات مع شقيقتها السفينة مينسك في البحر الأبيض المتوسط. في أكتوبر 1981 كانت السفينة الرائدة في مناورات الأسطول الضخم الغرب-81 على بحر البلطيق. من ديسمبر 1982 إلى نوفمبر 1984 خضعت لعملية تجديد وتحديث في ميكولايف. منذ عام 1985، أصبح تشغيل طائرات ياكوفليف ياك-38 في وضع الإقلاع والهبوط القصير بدلًا من الإقلاع والهبوط العمودي، مما سمح بزيادة حمولة الطائرة ومداها، وبدأ استبدال طائرات المروحية كاموف كا-25 بطائرات كاموف كا-27. في عام 1985 عادت كييف إلى الأسطول الشمالي. منذ عام 1987 بقيت في الغالب في سيفيرومورسك. في ديسمبر 1989 نُقلت إلى الاحتياط. بعد تفكك الاتحاد السوفيتي، حصلت روسيا على السفينة. بسبب الميزانية العسكرية المنخفضة وتدهور حالة السفينة، نُقلت إلى التقاعد في 30 يونيو 1993.

## فترة ما بعد الخدمة
في عام 1996 بيعت كييف إلى منتزه بينهاي للطائرات، وهو منتزه ترفيهي في تيانچين، الصين. تم تطوير هذا المفهوم من قبل شركة لچر كويست إنترناشونال، وهي شركة استشارية عالمية في مجال السياحة والجذب السياحي.
في أغسطس 2011، طُورت كييف إلى فندق فاخر بعد أعمال تجديد بلغت تكلفتها 9.6 مليون جنيه إسترليني.

## الملاحظات والمراجع
1. ↑  Holm، Michael (2013). "Kiev class". ww2.dk. اطلع عليه بتاريخ 2013-12-06.
2. ↑  Holm، Michael (2013). "Kiev class". ww2.dk. اطلع عليه بتاريخ 2013-12-06.Holm, Michael (2013).
3. ↑  Branigan، Tania (10 أغسطس 2011). "China launches second aircraft carrier – as luxury hotel". The Guardian. اطلع عليه بتاريخ 2013-12-06.